# Herzhorn
Herzhorn (niederdeutsch: Hartshoorn) ist eine Gemeinde im Kreis Steinburg in Schleswig-Holstein. Gehlensiel, Moorhufen, Obendeich, Reichenreihe, Splethendamm, Mühlendeich und Mittelfeld liegen im Gemeindegebiet.

## Geschichte
Der Ort wurde erstmals 1352 erwähnt. Er bestand aus Gebäuden, die auf Warften an der Elbe standen und die um 1400 bei einem Elbehochwasser zerstört wurden. Bis zur Eindeichung des ganzen Gebiets 1615 wurde der Ort immer wieder durch Hochwasser zerstört – und wenige Jahre nach dem Deichbau durch den Dreißigjährigen Krieg.
Auf der zentral gelegenen Kirchwarft steht als viertes Kirchengebäude nach 1520 die St.-Annen-Kirche von 1954 (unter Denkmalschutz seit 2007).

## Abtretungen
Am 1. Januar 1974 wurde ein Teilgebiet mit damals mehr als 200 Einwohnern an die Stadt Glückstadt abgetreten.

## Politik

### Gemeindevertretung
Bei der Kommunalwahl am 14. Mai 2023 wurden insgesamt elf Sitze vergeben. Von diesen erhielt die Kommunale Wählervereinigung Herzhorn sieben Sitze und die SPD erhielt vier Sitze.

## Wirtschaft
Herzhorn liegt in der fruchtbaren Marsch und ist vorwiegend landwirtschaftlich geprägt, wobei die Rinderhaltung prägend ist.

## Persönlichkeiten
- Karl Bruhn (* 1803 in Herzhorn; † 1877 in Altona), Journalist und Politiker
- Thies Hinrich Engelbrecht (* 1853 in Obendeich; † 1934 in Glückstadt), Begründer der deutschen Agrargeographie, wanderte 1880 in die USA aus und kehrte 1885 auf den elterlichen Hof nach Herzhorn zurück
- Ernst Engelbrecht-Greve (* 1916 in Neuendorf bei Elmshorn; † 1990 in Glückstadt), 1962 bis 1975 Minister für Ernährung, Landwirtschaft und Forsten und daneben von 1971 bis 1975 Stellvertreter des Ministerpräsidenten des Landes Schleswig-Holstein, gehörte von 1951 bis 1955 dem Gemeinderat von Herzhorn an
- Ulrich Friedrich Graf von Güldenlöw-Laurvig (* 1638 in Bremen; † 1704 in Hamburg), erwarb die Herrschaft Herzhorn am 20. November 1671 für 153.480 Reichstaler von König Christian V. von Dänemark und Norwegen und übertrug sie nach dem Tod seines einzigen Sohnes als möglichen Erben am 22. September 1697 wieder an den dänischen König zurück
- Klaus Lange (* 1939 in Elskop), langjähriger Bürgermeister und Amtsvorsteher der Gemeinde sowie Handballspieler und -trainer des MTV Herzhorn
- Samuel Rosenbohm (* 1567 in Herzhorn; † 1624/25 vermutlich in Elmshorn), Pastor und Dichter

## Verkehr
Der Haltepunkt Herzhorn liegt an der Marschbahn und wird durch die RB 61 bedient.

## Bilder

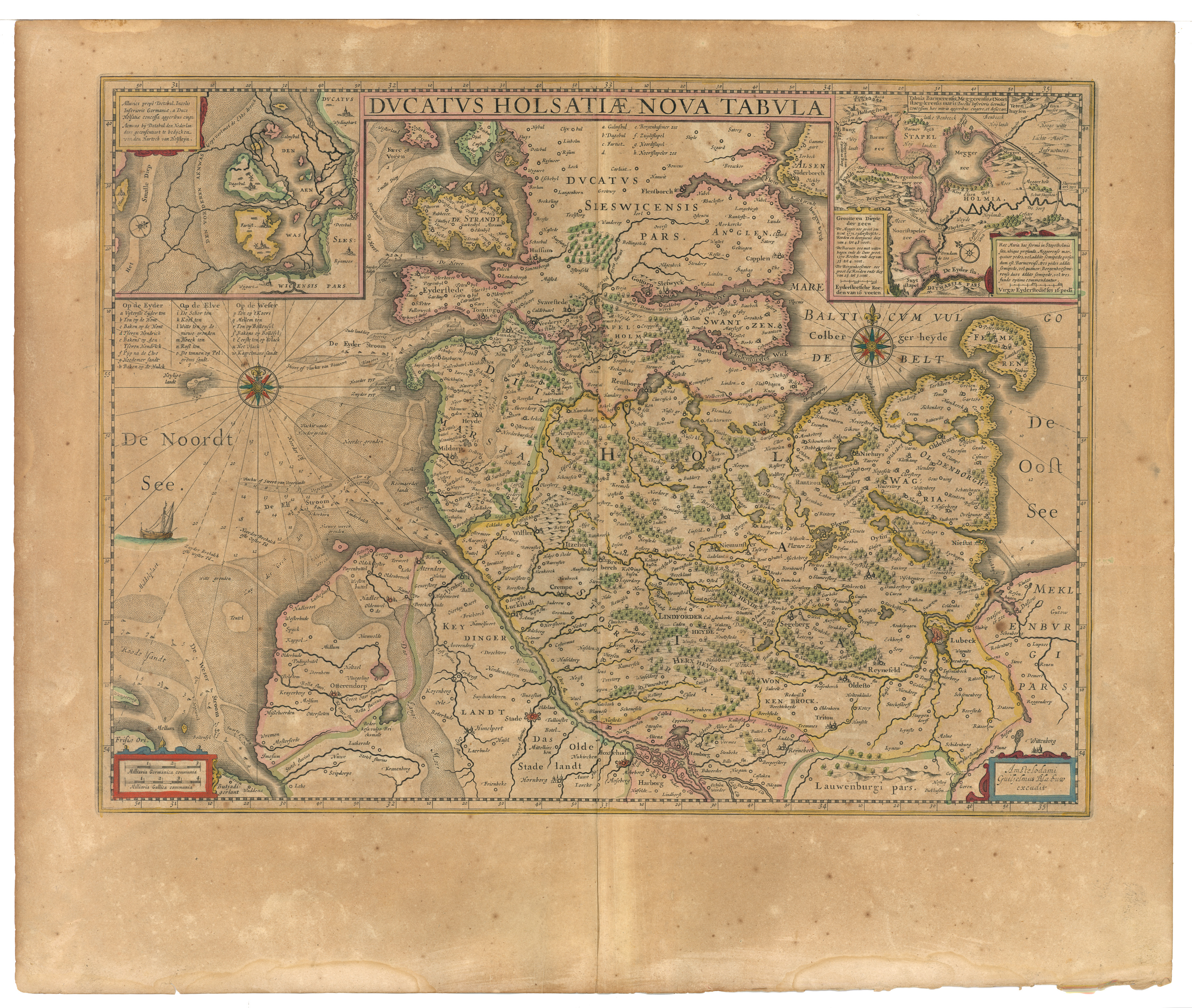
”Hertshorn“ 1645 im Atlas Maior von Blaeu
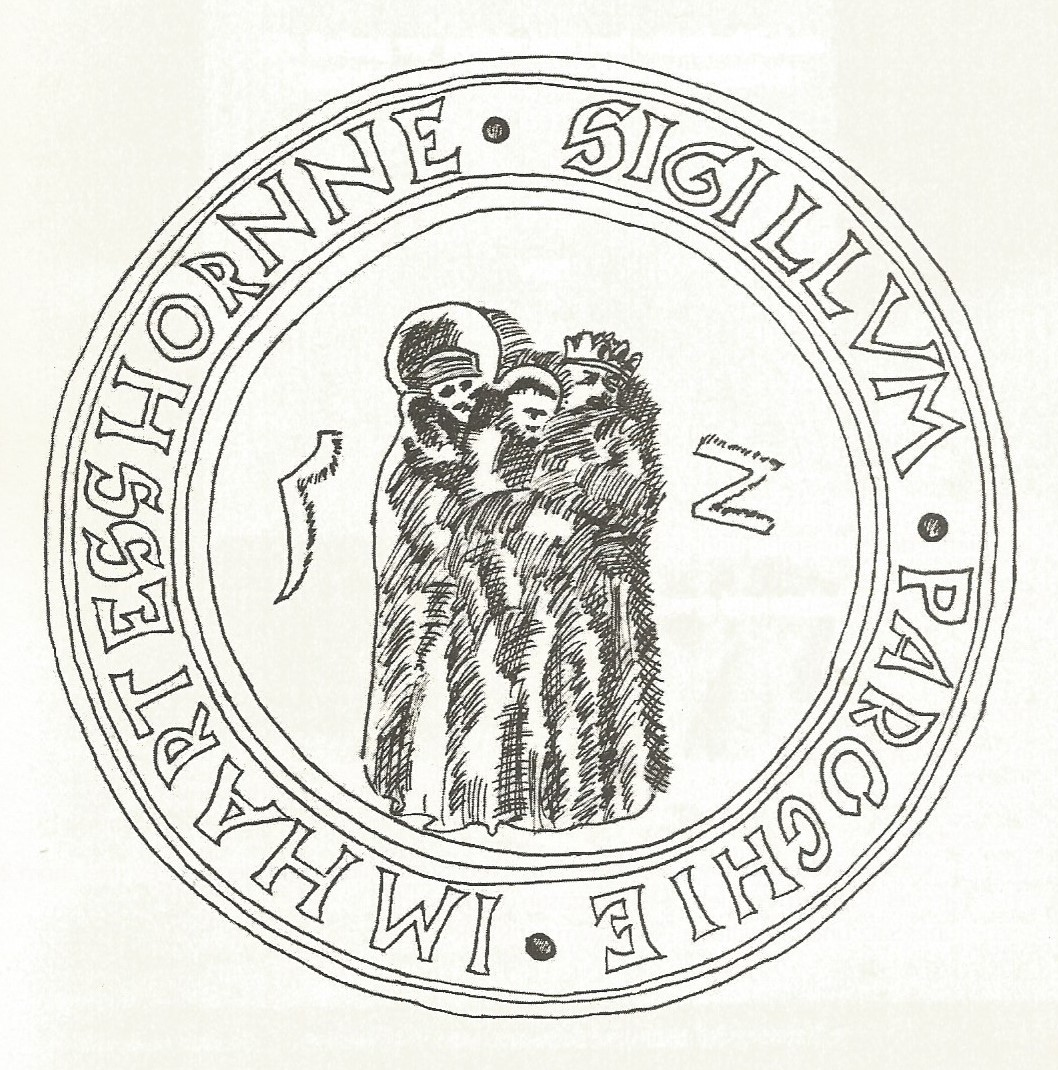
Siegel des Kirchspiels Herzhorn um 1552
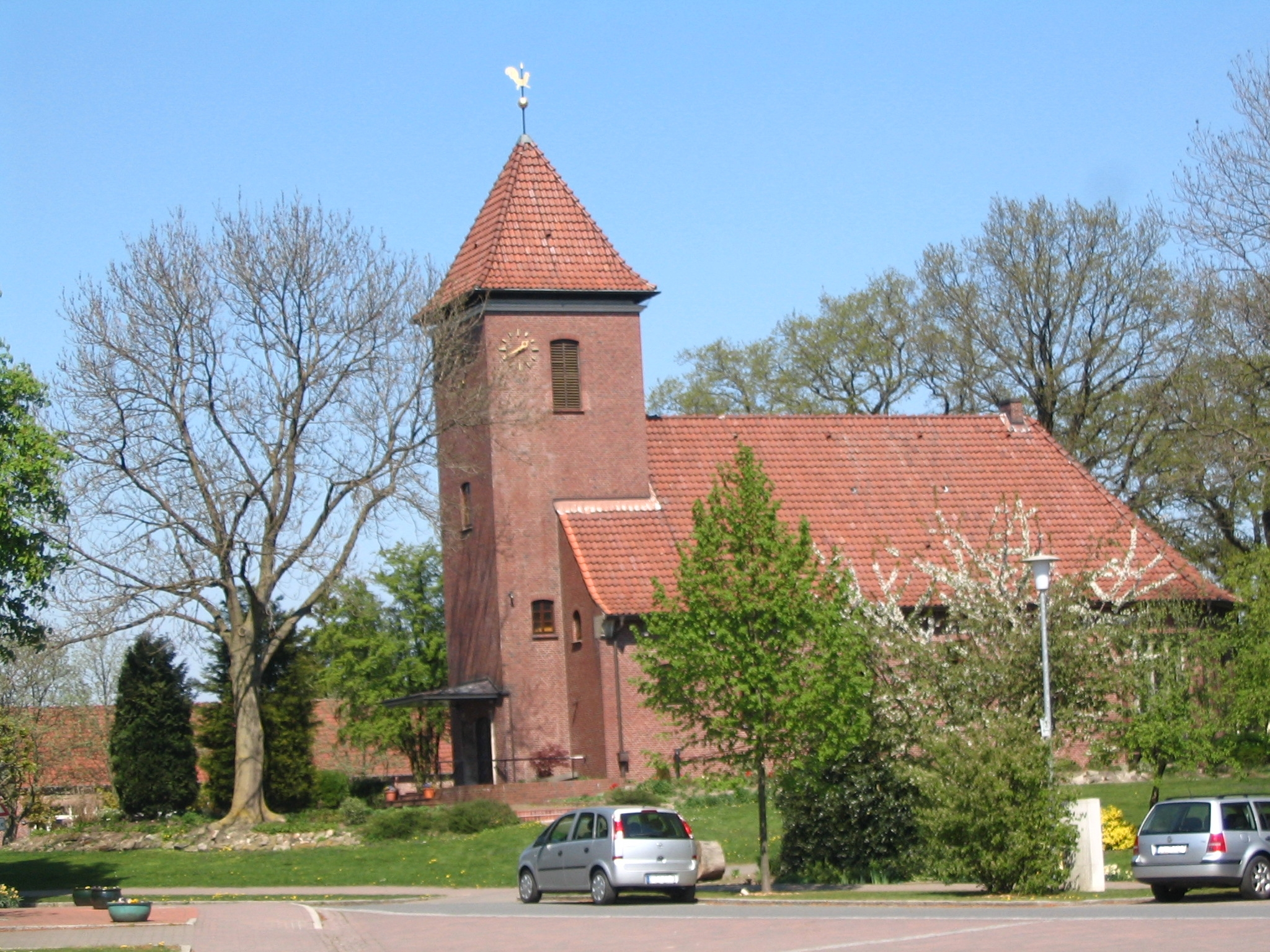
St.-Annen-Kirche von 1954
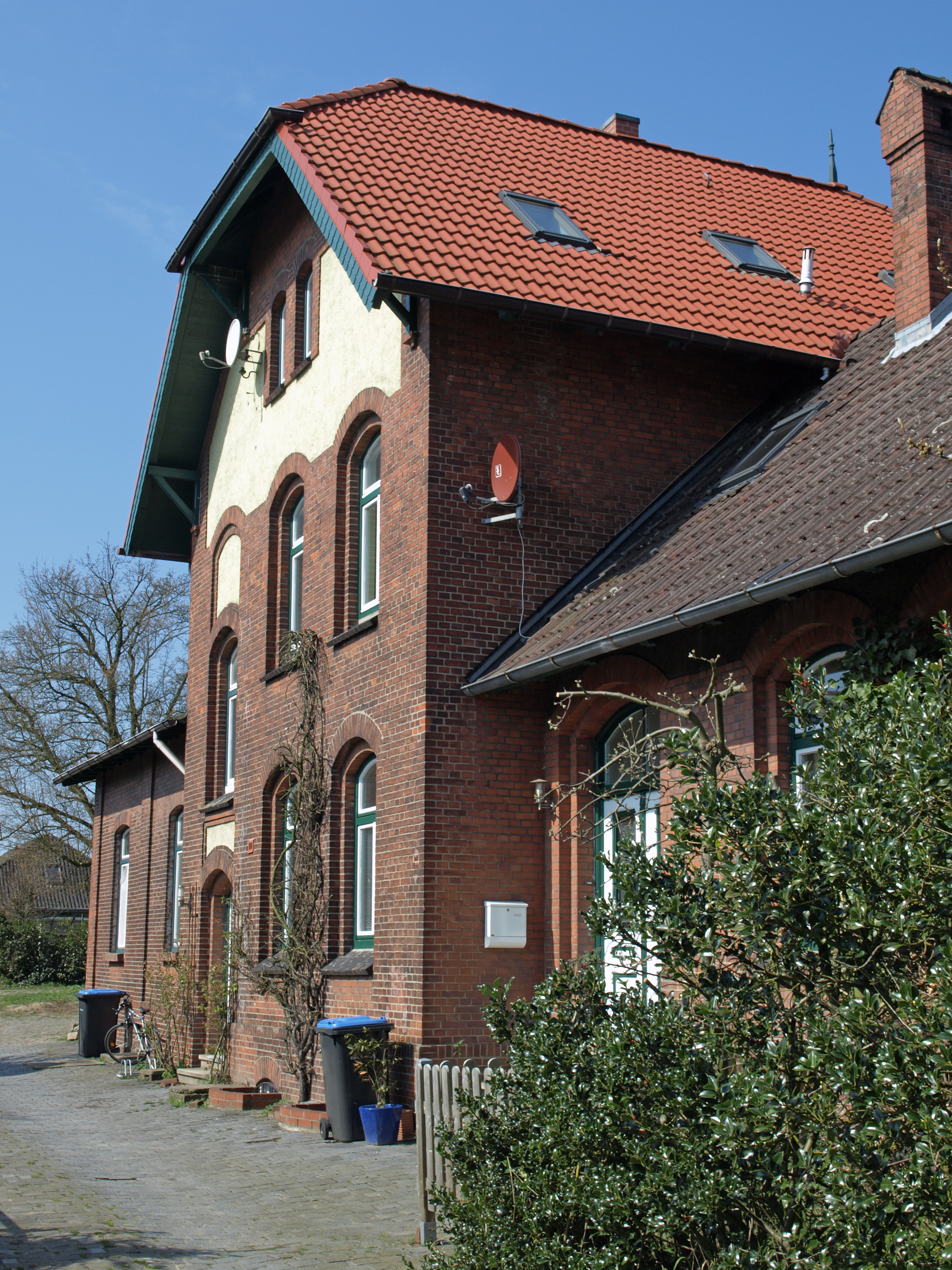
Altes Bahnhofsgebäude (Foto: 2009)